# 大同龙王庙
大同龙王庙，又名云龙禅寺，位于山西省大同市平城区城内西街街道宁馨社区大十字街22号。
大同龙王庙始创于元末明初，最初在西门瓮城内，1940年代移至大十字街西内有大雄宝殿以及龙宫大殿。农历二月初二有祭祀祈福仪式。
1981年2月24日，龙王庙公布为第二批大同市文物保护单位。1990年代维修。